# Bianor orientalis
Bianor orientalis là một loài nhện trong họ Salticidae.
Loài này thuộc chi Bianor. Bianor orientalis được Dönitz & Embrik Strand miêu tả năm 1906.